# The Book of Souls
The Book of Souls er Iron Maidens 16. studiealbum og det eneste af slagsen som er en dobbelt - CD. Det udkom 4. september 2015. Det varer i alt 92 minutter og den afsluttende Empire of The Clouds på 18 minutter er det længste nummer på en Iron Maiden udgivelse nogensinde. Albummet er produceret af Kevin Shirley, og det har for første gang siden The X Factor (1995) det originale Iron Maiden-logo på coveret.
Albummets single «Speed of Light», blev frigivet 14. august 2015.

## Sporliste
| 1. «If Eternity Should Fail» (Dickinson) – 8:28 2. «Speed of Light» (Smith, Dickinson) – 5:01 3. «The Great Unknown» (Smith, Harris) – 6:37 4. «The Red and the Black» (Harris) – 13:33 5. «When the River Runs Deep» (Smith, Harris) – 5:52 6. «The Book of Souls» (Gers, Harris) – 10:27 | 1. «Death or Glory» (Smith, Dickinson) – 5:13 2. «Shadows of the Valley» (Gers, Harris) – 7:32 3. «Tears of a Clown» (Smith, Harris) – 4:59 4. «The Man of Sorrows» (Murray, Harris) – 6:28 5. «Empire of the Clouds» (Dickinson) – 18:01 |

## Personel
| - Bruce Dickinson – vokal, samt piano på «Empire of the Clouds» - Dave Murray – guitar - Adrian Smith – guitar - Janick Gers – guitar - Steve Harris – bass - Nicko McBrain – trommer | - Kevin Shirley – producent, mixing - Mark Wilkinson – cover-illustration - Rod Smallwood – administration - Andy Taylor – administration |